# تازروت (تاجدة)
تازروت هو دُوَّار يقع بجماعة ترميكت، إقليم ورززات، جهة درعة تافيلالت في المملكة المغربية. ينتمي الدوّار لمشيخة تاجدة التي تضم 10 دواوير. يقدر عدد سكانه بـ 609 نسمة حسب الإحصاء الرسمي للسكان والسكنى لسنة 2004.

## روابط خارجية
- البوابة الوطنية للجماعات الترابية نسخة محفوظة 12 مارس 2018 على موقع واي باك مشين.
- المندوبية السامية للتخطيط